# El Retén
El Retén là một khu tự quản thuộc tỉnh Magdalena, Colombia. Thủ phủ của khu tự quản El Retén đóng tại El Retén Khu tự quản El Retén có diện tích 268 ki lô mét vuông. Đến thời điểm ngày 28 tháng 5 năm 2005, khu tự quản El Retén có dân số người.